# ۵-آندرستندیون
۵-آندرستندیون(به انگلیسی: 5-Androstenedione) یک پروهورمون تستوسترون (پروآندروژن) می‌باشد که مصرف آن توسط سازمان جهانی مبارزه با دوپینگ ممنوع اعلام شده‌است. این ترکیب از نظر ساختاری تشابه بسیاری با ۴-آندرستندیون دارد.